# K线
K線（英語：Candlestick chart）又稱陰陽燭、蠟燭線，是反映价格走势的一种图线，其特色在於將一段時間內標的價格走勢做濃縮整理，並用不同的顏色和形態來透露價格訊息及市場情緒，以便投資者進行分析，相當易讀易懂且實用有效，广泛用于股票、期貨、貴金屬、数字货币等行情的技术分析，称为K线分析。

## 由來
据传K线為日本江户时代的白米商人本間宗久所发明，用來記錄每日的米市行情，研析期貨市場。日语中K线称为「蠟燭足（日語：ローソク足）」。
本間宗久发明了「宗久が考案した酒田罫線法」。日文中罫線（けいせん）发音为keisen，故中文翻译为K线，并不是从「キャンドル スティック」（KYANDORU SUTIKKU）而来。

## 說明
K線可分「陽線」、「陰線」和「中立線」三種，陽線代表收盘价大於开盘价（即價格上漲），陰線代表开盘价大於收盘价（即價格下跌），中立線則代表开盘价等於收盘价（即價格不變）。

K線的意義
中国大陆、韓國及台湾採用「紅升綠跌」，歐美、日本及香港採用「綠升紅跌」

最早陽線以紅色表示，陰線則以黑色表示，但由於彩色印刷成本高，所以後來陽線常改以白色空心方塊表示。在中国大陆、日本、台灣、韩国，为了配合傳統習慣，陽線以紅色表示，陰線以綠色表示，即是紅升綠跌。至於中立線的顏色則不一而足，難以卒論，但以異於其他兩線為原則。在香港與歐美，習慣則正好相反，陰線以紅色表示，陽線以綠色表示，即綠升紅跌。
每一K線皆由「實體」和「影線」兩部份組成，實體較影線為粗，影線則依附於實體的上下兩端。其中实体部份記錄当天的開盤價和收盤價，影线部份則記錄当天的最高價和最低价。影線又分為「上影線」和「下影線」兩種，陽線的上影線表示最高價和收盘价的差距，下影線表示最低價和開盘价的差距；陰線的上影線則表示最高價和开盘价的差距，下影線表示最低價和收盘价的差距。
K線的長短取決於價差，若开盘价和收盘价的差距越大，則實體部份就會越長，所以开盘价等於收盘价的中立線的形狀必定類似「一」、「十」、「丄」、「丅」等文字。影線部份也是一樣的道理，價差越大影線就越長，無價差就無影線。
K線可以應用於不同的時間範圍，記錄一天內價格波動的稱為日K線，記錄一周的稱為周K線，記錄一個月就稱為月K線。一般短線投資人是以分析日K線為主，如果需要觀察一個投資標的起始歷史價格走勢，那麼一般會選擇分析月K線或者季K線甚至是年K線。

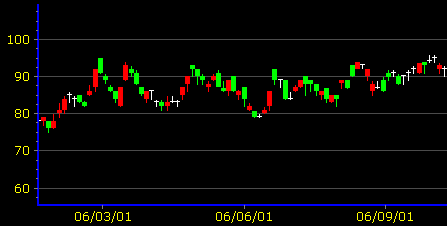
K線圖（範例）

將某段時間內的各單位時間下的K線綜合起來便可繪出「K線圖」，其橫軸為時間，縱軸為價格。

## 美國線
美國線（英語：Open-High-Low-Close chart，OHLC chart），以豎立的線條表現股價變化，也可以呈現「開盤價、最高價、最低價、收盤價」，豎線呈現最高價和最低價間的價差間距，左側橫線代表開盤價，右側橫線代表收盤價，繪製上較K線簡單。另有一種美國線僅呈現「最高價、最低價、收盤價」（HLC）三項訊息。

## 另見
- 美國線
- 移動平均
- KD線